# Струнный квартет № 11 (Шостакович)
Струнный квартет № 11 Фа минор, соч. 122 — струнный квартет Дмитрия Шостаковича, написанный в 1966 году.
Квартет посвящён памяти Василия Ширинского, второй скрипки Квартета имени Бетховена, исполнившего впервые этот квартет 25 марта 1966 г. в Москве.

## Строение квартета
1. Интродукция: Andantino
2. Скерцо: Allegretto
3. Речитатив: Adagio
4. Этюд: Allegro
5. Юмореска: Allegro
6. Элегия: Adagio
7. Финал: Moderato